# Kreis Löbau (Westpreußen)
Der Kreis Löbau war ein von 1818 bis 1920 bestehender preußischer Landkreis im Regierungsbezirk Marienwerder. Mit diesem gehörte er zur Provinz Westpreußen, zwischenzeitlich von 1829 bis 1878 zur Provinz Preußen. Der Sitz der Kreisverwaltung befand sich in der Stadt Neumark. Der Kreis gehörte zu dem Teil von Westpreußen, der nach dem Ersten Weltkrieg durch den Versailler Vertrag 1920 an Polen fiel. Von 1939 bis 1945 war der Kreis im vom Deutschen Reich besetzten Polen unter dem Namen Landkreis Löbau (seit 1940 Landkreis Neumark, seit 1942 Landkreis Neumark (Westpr.)) nochmals eingerichtet. Heute liegt das ehemalige Kreisgebiet in der polnischen Woiwodschaft Ermland-Masuren.

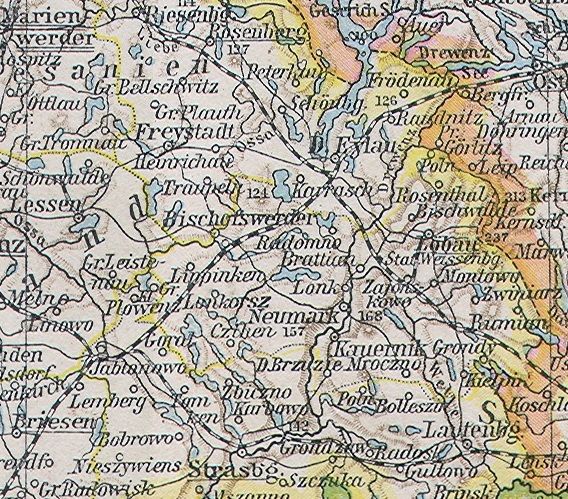
Der Kreis Löbau auf einer Landkarte von 1890

Die Provinz Westpreußen 1919
Regierungsbezirk Danzig
Regierungsbezirk Marienwerder

## Geschichte
Das Gebiet des Kreises Löbau kam durch die erste polnische Teilung 1772 zu Preußen und gehörte bis 1818 zum Kreis Michelau. Durch die preußische Provinzialbehörden-Verordnung vom 30. April 1815 und ihre Ausführungsbestimmungen kam das Gebiet zum Regierungsbezirk Marienwerder der Provinz Westpreußen. Im Rahmen einer umfassenden Kreisreform im Regierungsbezirk Marienwerder wurde zum 1. April 1818 der Kreis Michelau in die Kreise Löbau und Strasburg geteilt. Der Kreis Löbau umfasste die Städte Löbau, Kauernik und Neumark, die Domänenämter Brattian, Löbau und Lonkorrek sowie 65 adlige Güter.
Vom 3. Dezember 1829 bis zum 1. April 1878 waren Westpreußen und Ostpreußen zur Provinz Preußen vereinigt, die seit dem 1. Juli 1867 zum Norddeutschen Bund und seit dem 1. Januar 1871 zum Deutschen Reich gehörte.
Nach dem Ersten Weltkrieg musste der mehrheitlich polnischsprachige Kreis Löbau aufgrund der Bestimmungen des Versailler Vertrags am 10. Januar 1920 an Polen abgetreten werden.

## Bevölkerung
Im Folgenden eine Übersicht nach Einwohnerzahl, Konfessionen und Sprachgruppen:
| Jahr                                          | 1821             | 1831             | 1852             | 1861             | 1871               | 1890              | 1900              | 1910              |
| Einwohner                                     | 23.876           | 27.093           | 37.382           | 43.015           | 50.674             | 52.051            | 54.847            | 59.037            |
| Evangelische Katholiken Juden                 | 2.598 20.837 440 | 3.254 23.225 609 | 5.481 30.953 938 | 7.973 34.146 894 | 9.875 39.656 1.102 | 9.195 42.097 747  | 8.898 45.244 675  | 9.932 48.256 443  |
| deutschsprachig zweisprachig polnischsprachig |                  | 3.868 - 23.225   | 5.582 - 31.800   | 8.956 - 34.059   |                    | 10.731 722 40.588 | 10.421 482 43.916 | 12.119 653 46.258 |

## Politik

### Landräte
- 1818–182600Gervais († 1826)
- 1828–184900Hans Friedrich Otto von Beneckendorff und von Hindenburg
- 1850–185100Grambsch
- 1851–185700August von Mitschke-Collande (1810–1877)
- 1858–186000Friedrich Adolph Kunicke
- 1860–186700Lambert Rospatt (1829–1902)
- 1867–187500Adolph Friedrich Edwin von Posadowsky-Wehner
- 1875–187600Keller (kommissarisch)
- 1876–188100Richard Klapp (* 1841)
- 1881–188300Eduard Johannes Louis von Haugsfeld
- 1883–189900Eckart von Bonin (1854–1912)
- 1899–191500Ernst Walter Scherz (1861–1916)
- 1915–999900Richter (vertretungsweise)
- 1915–191600von Bülow (vertretungsweise)
- 1916–191900Hans Lorenz von Versen (1881–1931)

### Reichstagswahlen
Im Deutschen Reich bildete der Kreis Löbau zusammen mit dem Kreis Rosenberg den Reichstagswahlkreis Marienwerder 2. Der Wahlkreis wurde bis auf die Wahlen von 1890 und 1893, bei denen der polnische Kandidat siegte, von konservativen Kandidaten gewonnen.

## Städte und Gemeinden
1910 umfasste der Kreis Löbau die beiden Städte Löbau und Neumark sowie 97 Landgemeinden:
- Adlig Iwanken
- Bischwalde
- Brattian
- Bratuszewo
- Chrosle
- Czichen
- Deutsch Brzozie
- Eichwalde
- Fittowo
- Gay
- Grabau
- Grischlin
- Grodziczno
- Grondy
- Gronowo
- Groß Ballowken
- Groß Ossowken
- Groß Pacoltowo
- Guttowo
- Gwisdzyn
- Hartowitz
- Jamielnik
- Jeglia
- Kaczek
- Kamionken
- Kauernik
- Kazanitz
- Kielpin
- Klein Ballowken
- Klein Rehwalde
- Kon
- Königlich Borrek
- Kopaniarze
- Krottoschin
- Krzeminiewo
- Kulingen
- Lekarth
- Linnowitz
- Lipowitz
- Lippinken
- Löbau, Stadt
- Londzek
- Londzyn
- Lonkorsz
- Lorken
- Lossen
- Ludwigsthal
- Marzencitz
- Montowo
- Mortung
- Mroczenko
- Mroczno
- Naguszewo
- Nawra
- Nelberg
- Neuhof
- Neumark i. Westpr.
- Nikolaiken
- Omulle
- Ossettno
- Ostaszewo
- Otremba
- Petersdorf
- Pomierken
- Pronikau
- Raczek
- Radomno
- Rakowitz
- Rohrfeld
- Rommen
- Rosenthal
- Ruda
- Rumian
- Rybno
- Rynnek
- Samplau
- Schwarzenau
- Skarlin
- Stephansdorf
- Sugainko
- Summin
- Swiniarc
- Targowisko
- Terreschewo
- Thomasdorf
- Tillitz
- Tillitzken
- Truszczyn
- Waldek
- Wardengowko
- Wawerwitz
- Werry
- Wonno
- Zajonskowo
- Zakurzewo
- Zaribinnek
- Zielkau
- Zlottowo
- Zwiniarz

## Gutsbezirke
Zum Kreis gehörten außerdem folgende 51 Gutsbezirke (Stand vom 1. Januar 1908):
- Babalitz
- Bielitz
- Bischwalde
- Bonin
- Buczek
- Fiewo
- Grabacz
- Grodziczno
- Groß Görlitz
- Groß Lobenstein (= Lubstein)
- Groß Wolka
- Gwisdzyn
- Hartowitz
- Jakobkowo
- Kattlau
- Kauernik
- Kirschenau
- Kosten, Forst
- Krottoschin
- Linnowitz
- Lonkorrek
- Lonkorz, Oberförsterei
- Ludwigslust
- Montowo
- Mortung
- Ostrowitt
- Radomno
- Rakowitz
- Rosen
- Ruda
- Rynnek
- Samplau
- Schackenhof
- Schneiderswalde, Forst
- Sendzitz
- Sophienthal
- Straszewo
- Studa
- Taborowisno
- Tergewisch
- Tinnwalde
- Tuschau
- Vierhuben
- Wardengowo
- Wassiol
- Wawerwitz
- Weidenau
- Wilhelmsberg, Oberförsterei
- Wonno
- Wulka
- Zajonskowo

## Landkreis Neumark im besetzten Polen 1939–1945

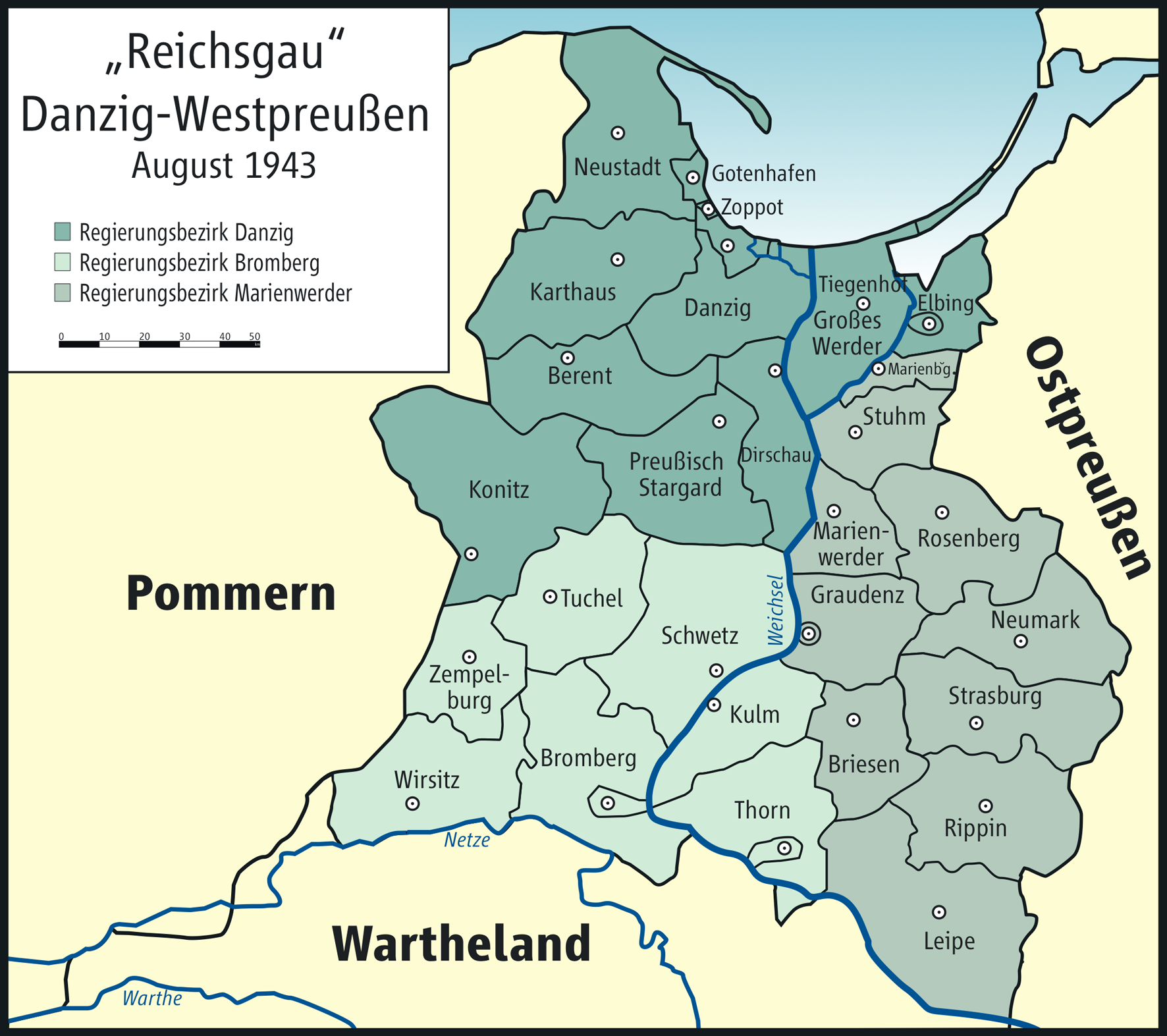
Reichsgau Danzig-Westpreußen (August 1943)

### Geschichte
Nach dem Überfall auf Polen und der völkerrechtswidrigen Annexion des Territoriums durch das Deutsche Reich wurde das Kreisgebiet zum 26. November 1939 als Landkreis Löbau dem Regierungsbezirk Marienwerder im neugebildeten Reichsgau Danzig-Westpreußen zugeordnet.
Die Städte Löbau (Westpr.) und Neumark (Westpr.) wurden die im Altreich gültigen Deutschen Gemeindeordnung vom 30. Januar 1935 unterstellt, welche die Durchsetzung des Führerprinzips auf Gemeindeebene vorsah. Die übrigen Gemeinden waren in Amtsbezirken zusammengefasst; Gutsbezirke gab es nicht mehr. Am 25. Januar 1940 wurde der Landkreis in Kreis Neumark umbenannt. Seit dem 25. Juni 1942 trug der Landkreis den Namen Neumark (Westpr.). Nach der Besetzung im Frühjahr 1945 durch die Rote Armee fiel der Landkreis an Polen zurück. In der Folgezeit wurden die deutsche Bevölkerungsgruppe, soweit sie nicht geflohen war, aus dem Kreisgebiet vertrieben.

### Landräte
- 1939–1940 Erwin Johst (1909–1956)
- 1940–1945 Kurt Stuertz (1892–1983)[8]

### Städte und Landgemeinden 1939–1945
1945 umfasste der Kreis Neumark die beiden Städte Löbau und Neumark sowie 94 Landgemeinden:
- Bielitz, Kr. Neumark (Westpr.)
- Bischwalde
- Bratisdorf
- Brattian
- Brosen
- Eichwalde, Kr. Neumark (Westpr.)
- Erhardsdorf
- Escherlin
- Fienau
- Fitte
- Grabau
- Grodden
- Grönau
- Grondisch
- Groschken
- Großballen
- Großgörlitz
- Großlinker
- Großlobenstein
- Güldenbach
- Gutau
- Hartwitz
- Heikenwalde
- Jungmoschen
- Kasenitz
- Kauernik
- Kemmen, Kr. Neumark (Westpr.)
- Kleinballen
- Klein Rehwalde
- Kölpen
- Koppenau
- Kortensee, Kr. Neumark (Westpr.)
- Krossel
- Krumau
- Kulingen
- Lansen, Kr. Neumark (Westpr.)
- Linnau, Kr. Neumark (Westpr.)
- Lippen, Kr. Neumark (Westpr.)
- Lorken
- Lossen, Kr. Neumark (Westpr.)
- Ludwigslust, Kr. Neumark (Westpr.)
- Ludwigstal, Kr. Neumark (Westpr.)
- Mantau, Kr. Neumark (Westpr.)
- Marnau
- Mispelwald
- Mole
- Mortung, Kr. Neumark (Westpr.)
- Moschen, Kr. Neumark (Westpr.)
- Mossetten
- Nagelstal (1939–1942 Naguschewo)
- Nappern
- Neber
- Nelberg
- Neugrodden
- Neuhof, Kr. Neumark (Westpr.)
- Nickelshöhe
- Otterwald
- Petersdorf, Kr. Neumark (Westpr.)
- Petzelsdorf, Kr. Neumark (Westpr.)
- Pommerken
- Pronikau
- Quesendorf
- Radem, Kr. Neumark (Westpr.)
- Rakel
- Ramnitz
- Renk
- Resendorf
- Rohrfeld, Kr. Neumark (Westpr.)
- Rommen
- Rosental, Kr. Neumark (Westpr.)
- Rübenau, Kr. Neumark (Westpr.)
- Samplau
- Schakenhof, Kr. Neumark (Westpr.)
- Scharlen
- Schildern
- Schilkendorf
- Schwarzenau, Kr. Neumark (Westpr.)
- Schweinichen
- Segersdorf
- Seinskau
- Senden, Kr. Neumark (Westpr.)
- Stechau, Kr. Neumark (Westpr.)
- Stephansdorf, Kr. Neumark (Westpr.)
- Sugein
- Summin
- Tanneberg, Kr. Neumark (Westpr.) (1939–1942 Jeglin)
- Tergewisch
- Thomaswald, Kr. Neumark (Westpr.)
- Tillitz
- Tinnwalde
- Waldeck, Kr. Neumark (Westpr.)
- Wawer
- Wonne
- Wückersdorf

### Ortsnamen
Durch unveröffentlichten Erlass vom 29. Dezember 1939 galten vorläufig hinsichtlich der bisher polnischen Ortsnamen die bis 1918 gültigen deutschen Ortsnamen. Diese globale Rückbenennung war möglich, da noch das gesamte deutsche Kartenwerk für die 1920 an Polen abgetretenen Gebiete (auch) die früheren deutschen Ortsnamen weitergeführt hatte. Durch die Anordnung betreffend Änderung von Ortsnamen des Reichstatthalters in Danzig-Westpreußen vom 25. Juni 1942 wurden mit Zustimmung des Reichsministers des Innern alle Ortsnamen eingedeutscht, entweder in der Form von 1918 oder als lautliche Angleichung oder Übersetzung, zum Beispiel:
- Grodziczno: Grodden,
- Hartowitz: Hartwitz
- Kielpin: Kölpen,
- Krottoschin: Kortensee, Kr. Neumark (Westpr.),
- Löbau: Löbau (Westpr.),
- Lonkorsz: Großlinker,
- Marzencitz: Marnau,
- Neumark: Neumark (Westpr.),
- Rosenthal: Rosental, Kr. Neumark (Westpr.),
- Rumian: Ramnitz,
- Rybno: Rübenau, Kr. Neumark (Westpr.).